# Christen Heiberg (läkare)
Christen Heiberg,  född den 28 november 1799 i Bergen, död den 18 mars 1872 i Kristiania, var en norsk läkare, bror till Johan Fritzner Heiberg och far till Hjalmar Heiberg.
Heiberg blev student 1817 och candidatus medicinæ 1822, varefter han i Danmark och Tyskland studerade kirurgi och oftalmiatrik. Han tjänstgjorde därefter någon tid som stadsfysikus och läkare vid Bergens civila sjukhus och anställdes 1826 som reservläkare vid "det norske rigshospitals" huvudavdelning.
Heiberg blev 1827 medicine licentiat och 1830 medicine doktor (på avhandlingen De coremorphosi). År 1828 utnämndes han till lektor och 1836 till professor i medicin vid Kristiania universitet, där han huvudsakligen föreläste kirurgi och oftalmiatrik. År 1836  blev han dessutom överkirurg vid rigshospitalet. Medicinska tidskrifter innehåller flera lärda avhandlingar av Heiberg.